# Рубен Агілар
Рубен Агілар (фр. Ruben Aguilar, нар. 26 квітня 1993, Гренобль) — французький футболіст іспанського походження, захисник клубу «Ланс».
Виступав, зокрема, за клуби «Осер», «Монпельє» та «Монако», а також національну збірну Франції.

## Клубна кар'єра
Народився 23 квітня 1993 року в місті Гренобль в родині іспанця та француженки. Вихованець юнацької команди «Гренобля», з якою 2011 року перейшов у «Сент-Етьєн», але виступав виключно за резервну команду в Аматорському чемпіонаті Франції.
2013 року Агілар повернувся у рідний «Гренобль», в якому провів один сезон, взявши участь у 16 матчах Аматорського чемпіонату. Своєю грою за цю команду привернув увагу представників тренерського штабу клубу «Осер», до складу якого приєднався 2014 року. Відіграв за команду з Осера наступні три сезони своєї ігрової кар'єри у Лізі 2. Більшість часу, проведеного у складі «Осера», був основним гравцем захисту команди.
У травні 2017 року Агілар у статусі вільного агента уклав контракт з вищоліговим клубом «Монпельє», у складі якого провів наступні два роки своєї кар'єри гравця. У Лізі 1 дебютував 12 серпня 2017 року матчі проти «Тулузи» (0:1). Граючи у складі «Монпельє» також здебільшого виходив на поле в основному складі команди.
6 серпня 2019 року Агілар приєднався до «Монако», підписавши 5-річний контракт. Станом на 6 серпня 2021 року відіграв за команду з Монако 53 матчі в національному чемпіонаті.

## Виступи за збірну
2017 року Рубена Агілара запросила виступати за їх збірну Федерація футболу Болівії, після того як у новій версії гри Football Manager футболіст окрім французького громадянства випадково був зазначений і з болівійським. В результаті Агілар змушений був зробити заяву на своїй сторінці у соцмережі, щоб пояснити, що він не боловієць, і тому не може виступати за їх збірну.
11 листопада 2020 року дебютував в офіційних іграх у складі національної збірної Франції в товариському матчі проти Фінляндії (0:2), замінивши Лео Дюбуа на 71-й хвилині.
| Дата       | Місто    | Господарі | Результат | Гості     | Турнір           | Голи | Примітки |
| ---------- | -------- | --------- | --------- | --------- | ---------------- | ---- | -------- |
| 11-11-2020 | Сен-Дені | Франція   | 0 – 2     | Фінляндія | товариський матч | -    | 71'      |
| Усього     |          | Матчів    | 1         |           | Голів            | 0    |          |